# Тараклия (Плопь)
Тараклия (рум. Taraclia) — село в Кантемирском районе Молдавии. Наряду с сёлами Плопь, Александровка и Хыртоп входит в состав коммуны Плопь.

## География
Село расположено на высоте 58 метров над уровнем моря.

## Население
По данным переписи населения 2004 года, в селе Тараклия проживает 342 человека (169 мужчин, 173 женщины).
Этнический состав села:
| Национальность | Число жителей | Процентный состав |
| -------------- | ------------- | ----------------- |
| болгары        | 218           | 61.4              |
| молдаване      | 100           | 29.24             |
| украинцы       | 14            | 4.09              |
| русские        | 9             | 2.63              |
| гагаузы        | 1             | 0.29              |
| Всего          | 342           | 100%              |